# Septième mode
 (mars 2016).
Si vous disposez d'ouvrages ou d'articles de référence ou si vous connaissez des sites web de qualité traitant du thème abordé ici, merci de compléter l'article en donnant les références utiles à sa vérifiabilité et en les liant à la section « Notes et références ».
Dans le cadre théorique de l'octoéchos, le septième mode du chant grégorien est caractérisé par une finale en sol (mode Tetrardus), qui ne sert que de point d'appui à la mélodie, et une teneur psalmodique à la quinte sur le ré (mode authente).
Le septième mode est traditionnellement qualifié de "Angelicus", c’est-à-dire angélique. C'est un mode juvénile caractérisé par l'allégresse et la vivacité.

## Quintesol-ré
Le septième mode s'articule autour de deux cordes modales fortes séparées d'une quinte, l'une sur le sol (base), et l'autre sur le ré (teneur). C'est la même quinte modale que le premier mode, mais ici la tierce intermédiaire est majeure et sa teneur à demi-ton supérieur (type B).
Dans la structure modale, le si peut théoriquement jouer un rôle modal. En pratique ce rôle intermédiaire est faible, voire inexistant. Il subit la présence de la forte corde modale ré, et évolue vers des teneurs de type B*, voire peut ressembler à C* quand les si finissent par monter au do.
L'articulation des pièces se fait surtout autour de la quinte sol-ré, relancée par des enchaînements en fa-la-do.
Dans ce mode, le do prend une grande importance, sans être une teneur véritable:
- Il intervient en cadence et en teneur d'attente par rapport au mode A supérieur.
- Il supporte toutes les ornementations et hésitations propres aux modes complexés B* et C* de la teneur intermédiaire sur le si.
- Il est très présent dans les relances en fa - la - do.
- Certaines pièces subissent la montée du si au do (transformation de B* en C*).

Les exemples de ce type modal sont très nombreux dans le répertoire. On peut citer le très bel introït de Noël (Messe du jour), Puer natus est. Les deux finales "ejus" sont caractéristiques du rôle modal du si dans un type B*: la mélodie plane sur le do, hésitant à se poser sur le si autant qu'un baigneur est rêtif à rentrer dans une eau trop froide; et quand la dernière syllabe se pose finalement sur le si, la résolution modale (qui n'est ici marquée que par l'allongement du si) s'enchaîne immédiatement par une cadence sur le la.
Cet exemple montre bien le rôle important que prend le do, et l'effacement quasi complet du si. Sur le plan purement statistique, le mode est dominé par l'alternance entre quarte et quinte par rapport à la tonique. Cependant, la modalité n'est pas une question de statistique, mais une organisation de l'espace sonore autour des cordes modales: le caractère modal de la corde si se traduit mélodiquement par le fait que les passages sur le do ont une valeur d'attente, orientés vers le bas et non résolus; et que les passages sur le si traduisent une résolution mélodique, et apporte donc une détente qui tend à allonger les notes.

## Structure modalesi-ré-fa
Dans le répertoire orné, on trouve de nombreux exemples de septième mode où la mélodie se déploie de part et d'autre du ré supérieur, en s'appuyant non seulement sur une teneur inférieure en B (corde du si), mais également sur une teneur supérieure en C (corde du fa). Visuellement, ces pièces se repèrent par une clef d'ut inhabituelle sur sa troisième ligne.
Dans ces compositions, le sol ne joue pratiquement plus qu'un rôle de note d'appui, recevant l'intonation et la cadence finale, mais sans développement propre (en particulier, sans développements inférieurs)[évasif]. En revanche, la corde supérieure de type C (fa) joue pleinement le rôle de teneur, recevant dans certaines pièces des ornements supérieurs.
Cette structure modale centrée sur le ré est particulièrement stable et symétrique, mais la mise en correspondance entre le fa supérieur et le si inférieur (double tierce mineure) créé un Triton et conduit à une mélodie très dissonante, qui évoque généralement une atmosphère tragique et sans repos. Le choc frontal fa-si est souvent atténué par des récitatifs d'attente sur la corde intermédiaire do, et finalement résolu par le retour au sol.
On trouve une telle structure dans quelques pièces du propre: Communion Dicite pusilanimes (iii° D.Ad), Alleluia Deus qui sedes (iv° D.P.P.) ou Magnus Dominus (viii° D.P.P.), communion Unam petiti (v° D.P.P.), par exemple. Des structures résolument B*AC peuvent être rencontrées dans l'alléluia Te decet hymnus (x° D.P.P.), les graduels Laetatus sum (iv° D.Q.), Liberasti nos (xxiii° D.P.P.), Dirigatur oratio mea (xix° D.P.P.).

## Pièces atypiques
♦ Le graduel Adorate Deum omnes angeli (iii° D.P.E) est assez atypique. Il pourrait être une pièce de type primitif en do (seule teneur identifiable de la pièce), mais dont la finale serait tombée à la quarte. Alternativement, une analyse acceptant sa classification en septième mode y verra un cas où les cordes modales structurelles (si et ré) s'effacent devant la présence constante de la code d'attente en do.
♦ L'alléluia Benedictus es Domine (Trinité) est assez curieux: sa seule corde modale nettement établie est celle du sol (mode de ré primitif?) mais les broderies ne se font qu'au-dessus de la corde modale, si bien qu'on ne peut même pas déterminer si la corde est de type ré ou de type do. Les tristrophae au début du verset suggèrent plutôt un mode primitif en do, dont la transcription aurait donc dû être du cinquième mode.
♦ Le graduel Qui sedes, répertorié sous le septième mode, est très perturbé (que ce soit sur le plan mélodique ou modal). Dans le graduel vatican, des passages entiers sont effondrés d'une quinte par rapport à la version qu'en donne le graduel Dominicain.

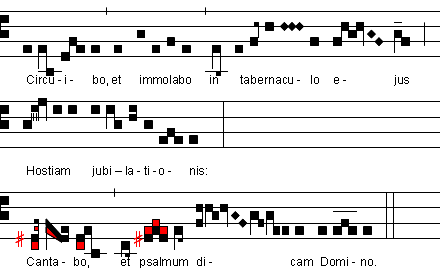
Communion Circuibo restituée. En rouge, la mélodie vaticane (baissée d'une quarte), en noir la restitution d'après le graduel dominicain.

♦ La communion Circuibo (vi° D.P.P.) s'ouvre initialement dans une ambiance modale de type AB*, typique du huitième mode, mais la dernière incise traite la teneur initiale avec un demi ton inférieur, ce qui fait basculer la pièce dans une formule CB* du sixième mode, et impose de le transcrire la teneur sur un do pour rendre compte du demi-ton variable. L'édition vaticane la transcrit donc en do, et la classe dans la formule étrange d'un sixième mode en do (?).
Le graduel Dominicain en donne une version qui paraît un peu mieux restituée: les trois premières notes de Cantabo y sont plus hautes d'un ton, et ils maintiennent le si bémol normal pour une teneur finale qui reste constamment de type A. La leçon dominicaine est transcrite sur un sol, et est alors logiquement classée en huitième mode du fait de son appui à la quarte inférieure. Dans la mesure où les formules de type AB*A appartiennent au septième, il paraît cependant plus cohérent de la rattacher au septième mode, malgré son développement vers le grave. La figure ci-contre montre les différences entre les deux versions. L'exemple montre bien l'intérêt d'une analyse modale pour identifier des pièces qui ont subi des glissements mélodiques.